# 天神社 (さいたま市見沼区風渡野)
天神社（てんじんしゃ）は、埼玉県さいたま市見沼区の神社。

## 歴史
創建年代は不明である。ただ江戸時代後期の地誌『新編武蔵風土記稿』や1800年（寛政12年）の村絵図に記載されていることから、その頃には既に存在していたものと推測される。
1873年（明治6年）、近代社格制度に基づく「村社」に列せられ、1908年（明治41年）の神社合祀により、周辺の神社がが合祀された。
境内には、菅原道真の没後千年を記念する「菅公千年記念碑」がある。

## 交通アクセス
- 七里駅より徒歩11分。